# Hillsboro (Ohio)
Hillsboro és una població dels Estats Units a l'estat d'Ohio. Segons el cens del 2000 tenia 6.368 habitants.

## Demografia
Segons el cens del 2000, Hillsboro tenia 6.368 habitants, 2.686 habitatges, i 1.633 famílies. La densitat de població era de 473,7 habitants per km².
Dels 2.686 habitatges en un 28,6% hi vivien nens de menys de 18 anys, en un 43,8% hi vivien parelles casades, en un 13,6% dones solteres, i en un 39,2% no eren unitats familiars. En el 35,8% dels habitatges hi vivien persones soles el 18,2% de les quals corresponia a persones de 65 anys o més que vivien soles. El nombre mitjà de persones vivint en cada habitatge era de 2,26 i el nombre mitjà de persones que vivien en cada família era de 2,93.
Per edats la població es repartia de la següent manera: un 24,2% tenia menys de 18 anys, un 9,9% entre 18 i 24, un 23,9% entre 25 i 44, un 20,7% de 45 a 60 i un 21,3% 65 anys o més.
L'edat mediana era de 39 anys. Per cada 100 dones de 18 o més anys hi havia 75,9 homes.
La renda mediana per habitatge era de 25.998 $ i la renda mediana per família de 34.750 $. Els homes tenien una renda mediana de 30.984 $ mentre que les dones 22.665 $. La renda per capita de la població era de 15.400 $. Aproximadament el 13,5% de les famílies i el 18,1% de la població estaven per davall del llindar de pobresa.

## Poblacions més properes
El següent diagrama mostra les poblacions més properes.